# Giovanni V di Meclemburgo
Giovanni V di Meclemburgo (1418 – 1º novembre 1442) è stato principe del Meclemburgo dal 1436 al 1442 insieme al fratello Enrico IV.

## Biografia
Giovanni V di Meclemburgo era il figlio minore di Giovanni IV di Meclemburgo. Alla morte del padre, nel 1422, lui e suo fratello maggiore Enrico IV, ereditarono il Meclemburgo, ma essendo ancora in giovane età, la reggenza fu esercitata dalla madre Caterina di Sassonia-Lauenburg fino al raggiungimento della maggiore età (1236). Dal 1236 egli fu coreggente insieme al fratello fino alla sua morte nel 1442.
Il 17 settembre 1436 sposò Anna di Pomerania, figlia di Casimiro V, Duca di Pomerania. Dal matrimonio non ci furono figli.

## Ascendenza
|                                     |                               |                                     | Genitori                           |  |  | Nonni |  |  | Bisnonni                  |  |  | Trisnonni                |  |
|                                     |                               |                                     |                                    |  |  |       |  |  | Alberto II di Meclemburgo |  |  | Enrico II di Meclemburgo |  |
|                                     |                               |                                     |                                    |  |  |       |  |  | Alberto II di Meclemburgo |  |  | Enrico II di Meclemburgo |  |
|                                     |                               | Anna di Sassonia-Wittenberg         |                                    |  |  |       |  |  | Alberto II di Meclemburgo |  |  |                          |  |
| Magnus I di Meclemburgo-Schwerin    |                               |                                     |                                    |  |  |       |  |  | Alberto II di Meclemburgo |  |  |                          |  |
|                                     |                               | Eufemia di Svezia                   | Erik Magnusson                     |  |  |       |  |  |                           |  |  |                          |  |
|                                     |                               | Eufemia di Svezia                   | Erik Magnusson                     |  |  |       |  |  |                           |  |  |                          |  |
|                                     |                               | Eufemia di Svezia                   | Ingeborg di Norvegia               |  |  |       |  |  |                           |  |  |                          |  |
| Giovanni IV di Meclemburgo-Schwerin |                               | Eufemia di Svezia                   |                                    |  |  |       |  |  |                           |  |  |                          |  |
|                                     |                               | Barnim IV di Pomerania              | …                                  |  |  |       |  |  |                           |  |  |                          |  |
|                                     |                               | Barnim IV di Pomerania              | …                                  |  |  |       |  |  |                           |  |  |                          |  |
|                                     |                               | Barnim IV di Pomerania              | …                                  |  |  |       |  |  |                           |  |  |                          |  |
| Elisabetta di Pomerania-Wolgast     |                               | Barnim IV di Pomerania              |                                    |  |  |       |  |  |                           |  |  |                          |  |
|                                     |                               | Sofia di Werle                      | …                                  |  |  |       |  |  |                           |  |  |                          |  |
|                                     |                               | Sofia di Werle                      | …                                  |  |  |       |  |  |                           |  |  |                          |  |
|                                     |                               | Sofia di Werle                      | …                                  |  |  |       |  |  |                           |  |  |                          |  |
| Giovanni V di Meclemburgo-Schwerin  |                               | Sofia di Werle                      |                                    |  |  |       |  |  |                           |  |  |                          |  |
|                                     | Eric II di Sassonia-Lauenburg | Eric I di Sassonia-Lauenburg        |                                    |  |  |       |  |  |                           |  |  |                          |  |
|                                     | Eric II di Sassonia-Lauenburg | Eric I di Sassonia-Lauenburg        |                                    |  |  |       |  |  |                           |  |  |                          |  |
|                                     | Eric II di Sassonia-Lauenburg | Elisabetta di Pomerania             |                                    |  |  |       |  |  |                           |  |  |                          |  |
| Eric IV di Sassonia-Lauenburg       | Eric II di Sassonia-Lauenburg |                                     |                                    |  |  |       |  |  |                           |  |  |                          |  |
|                                     |                               | Agnese di Schauenburg-Holstein-Plön | Giovanni III di Holstein-Plön      |  |  |       |  |  |                           |  |  |                          |  |
|                                     |                               | Agnese di Schauenburg-Holstein-Plön | Giovanni III di Holstein-Plön      |  |  |       |  |  |                           |  |  |                          |  |
|                                     |                               | Agnese di Schauenburg-Holstein-Plön | …                                  |  |  |       |  |  |                           |  |  |                          |  |
| Caterina di Sassonia-Lauenburg      |                               | Agnese di Schauenburg-Holstein-Plön |                                    |  |  |       |  |  |                           |  |  |                          |  |
|                                     |                               | Magnus II di Brunswick-Wolfenbüttel | Magnus I di Brunswick-Wolfenbüttel |  |  |       |  |  |                           |  |  |                          |  |
|                                     |                               | Magnus II di Brunswick-Wolfenbüttel | Magnus I di Brunswick-Wolfenbüttel |  |  |       |  |  |                           |  |  |                          |  |
|                                     |                               | Magnus II di Brunswick-Wolfenbüttel | Sofia di Brandeburgo               |  |  |       |  |  |                           |  |  |                          |  |
| Sofia di Brunswick-Wolfenbüttel     |                               | Magnus II di Brunswick-Wolfenbüttel |                                    |  |  |       |  |  |                           |  |  |                          |  |
|                                     |                               | Caterina di Anhalt-Bernburg         | Bernardo III di Anhalt-Bernburg    |  |  |       |  |  |                           |  |  |                          |  |
|                                     |                               | Caterina di Anhalt-Bernburg         | Bernardo III di Anhalt-Bernburg    |  |  |       |  |  |                           |  |  |                          |  |
|                                     |                               | Caterina di Anhalt-Bernburg         | …                                  |  |  |       |  |  |                           |  |  |                          |  |
|                                     |                               | Caterina di Anhalt-Bernburg         |                                    |  |  |       |  |  |                           |  |  |                          |  |